# Maria Anna Moser
Maria Anna Moser (* 5. August 1758 in Schwaz; † 19. Februar 1838 ebenda) war eine österreichische Malerin am Übergang vom Barock zum Klassizismus.

## Leben und Werk

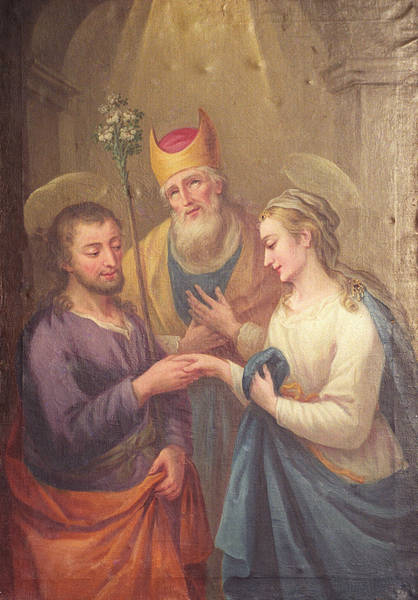
Vermählung Mariens, 1822

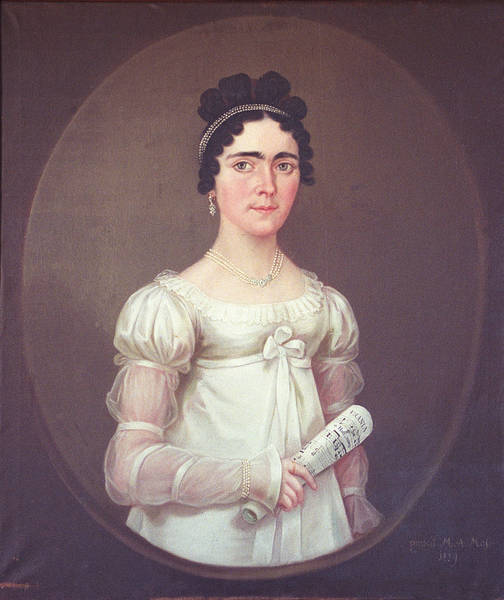
Porträt Victoria Gräfin Tannenberg, 1819

Maria Anna Moser wurde als Tochter des Malers Bartholomäus (nach anderen Angaben: Balthasar) Moser in Schwaz geboren. Sie wurde von ihrem Vater ausgebildet und schon bald als bedeutender als er angesehen. Möglicherweise wurde sie auch von Josef Schöpf beeinflusst. Sie soll am Tiroler Volksaufstand 1809 beteiligt gewesen sein und dabei mehrere Anführer porträtiert haben. Im Zuge der Kämpfe verlor sie durch Brand und Raub ihren Besitz und war im Alter auf Unterstützung der Armenkommission ihres Heimatorts angewiesen.
Zu Mosers Werk zählen einerseits religiöse Bilder wie Altarbilder, Kreuzwegstationen und Andachtsbilder, andererseits Porträts. Zu ihren religiösen Werken gehören unter anderem ein Altarbild hl. Franz Xaver in der Pfarrkirche Steinberg am Rofan (1790), ein Gemälde Anbetung der Könige sowie die Fastenbilder Schmerzensmann und Schmerzensmutter in der Pfarrkirche Reith im Alpbachtal (1807), der Kreuzweg und das Altarbild Verspottung Christi in der Schwazer Spitalskirche (1822) sowie das Bild Vermählung Mariens in der Sakristei der Stadtpfarrkirche Schwaz (1822).
An Porträts schuf sie zahlreiche Auftragsarbeiten, unter anderem für die Familie Tannenberg, Äbte des Stiftes St. Georgenberg-Fiecht und Würdenträger aus Schwaz. Eines ihrer bekanntesten Werke ist ein Bildnis Andreas Hofers „nach der Natur“, das als authentisch gilt und als Stich vervielfältigt weit verbreitet wurde. Während die religiösen Bilder in der barocken Tradition stehen, weisen die Porträts einen klassizistischen Einfluss auf. In ihrem Spätwerk zeigen sich Einflüsse des Naturalismus des Biedermeier.
Es sind mehr als 100 Werke Mosers bekannt, die sich meist in Kirchen, Klöstern oder in Privatbesitz befinden. 2002 widmete sich eine Ausstellung im Schwazer Rabalderhaus der Künstlerin. Eine Gasse in Schwaz trägt ihren Namen.